# Johann Christian Reinhart

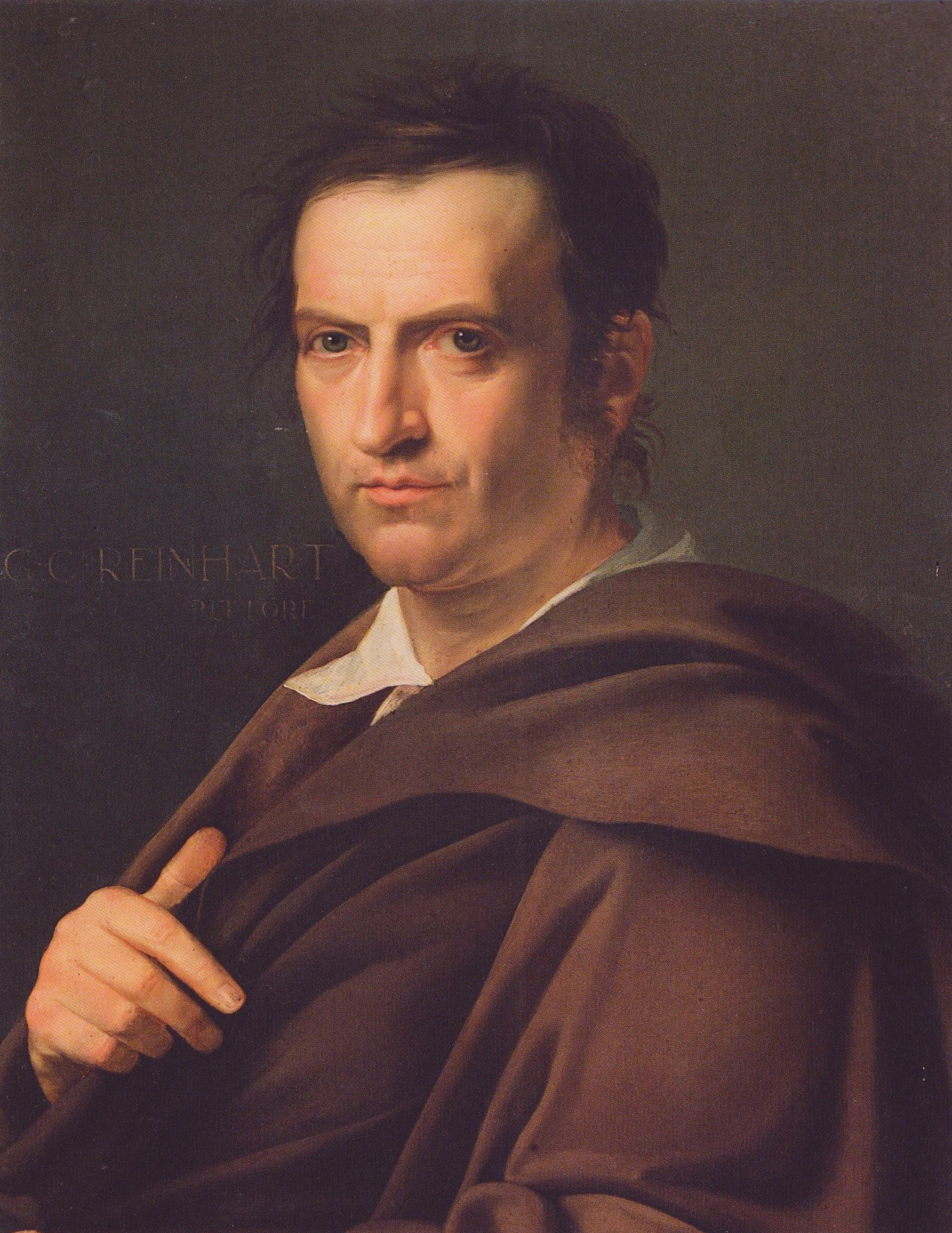
Johann Christian Reinhart, ritratto di José de Madrazo, 1812, Galleria dell'Accademia di San Luca, Roma

Johann Christian Reinhart (Hof (Baviera), 24 gennaio 1761 – Roma, 9 giugno 1847) è stato un pittore, incisore e illustratore tedesco, uno degli ideatori, insieme a Joseph Anton Koch, della pittura paesaggistica neoclassica tedesca.

## Biografia

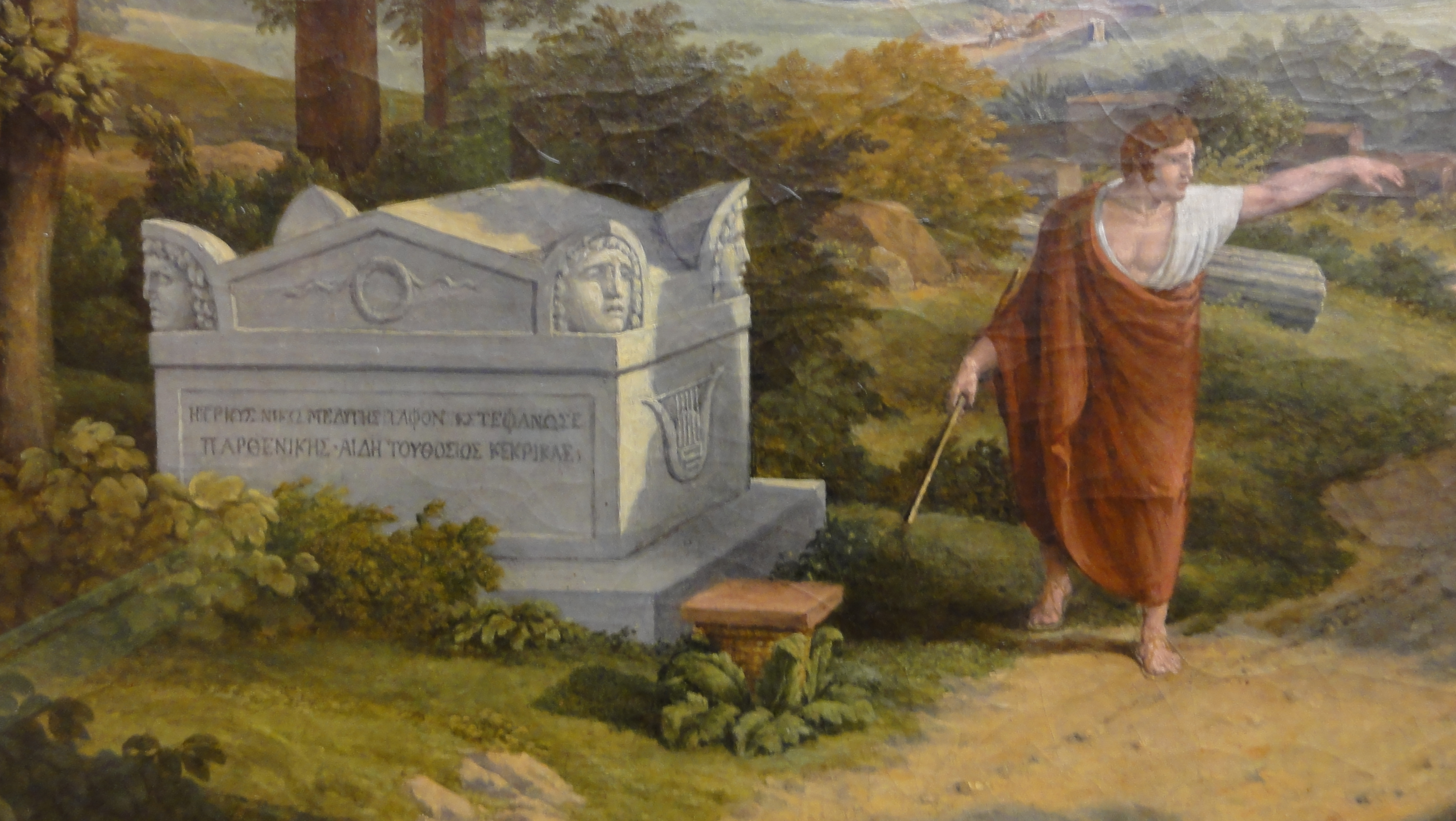
Johann Christian Reinhart, Paesaggio con capitello di Callimaco I, 1846 (part.), Neue Pinakothek, Monaco di Baviera

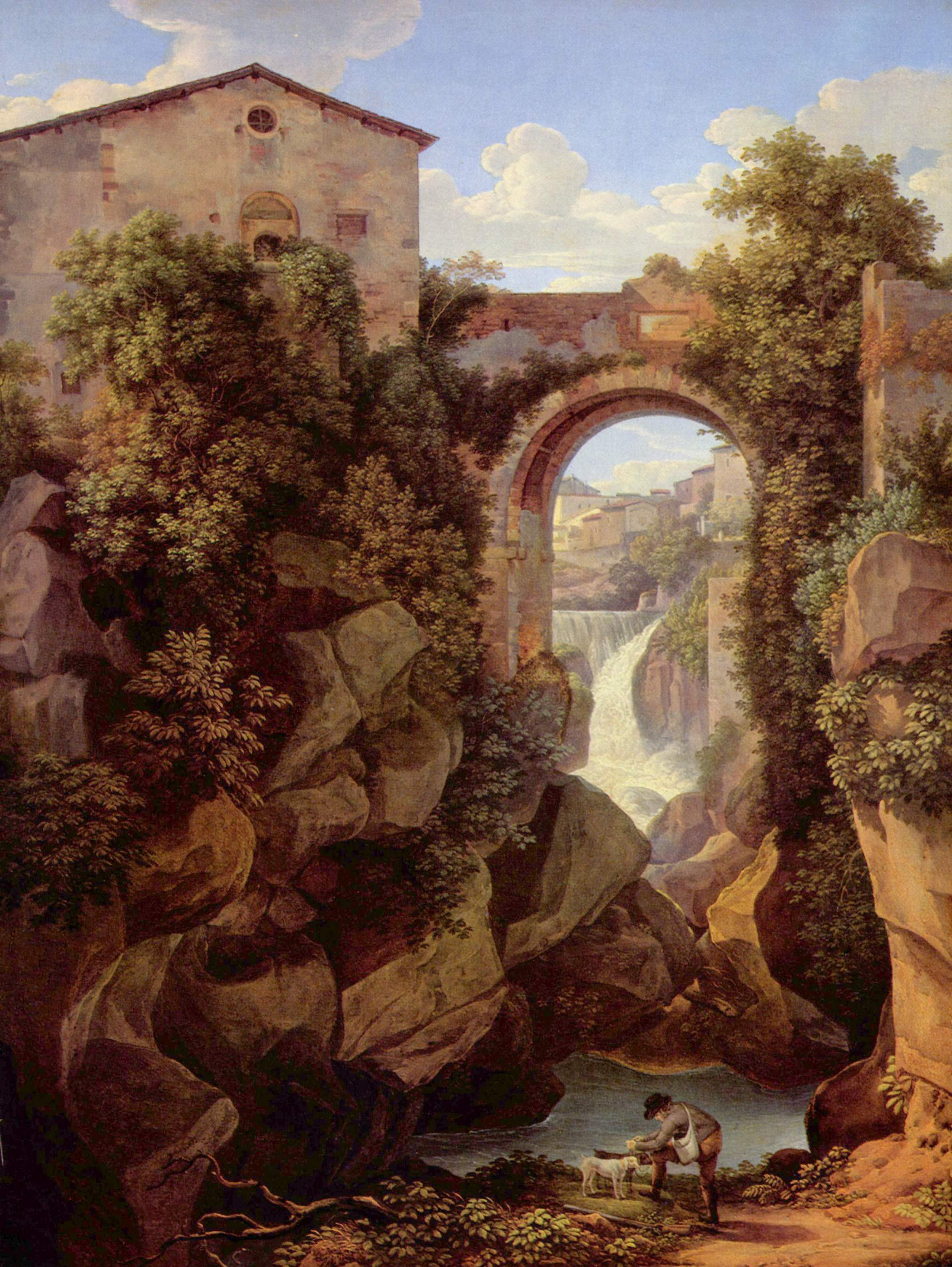
Johann Christian Reinhart, Paesaggio con Tivoli, 1813, Museum Georg Schäfer, Schweinfurt

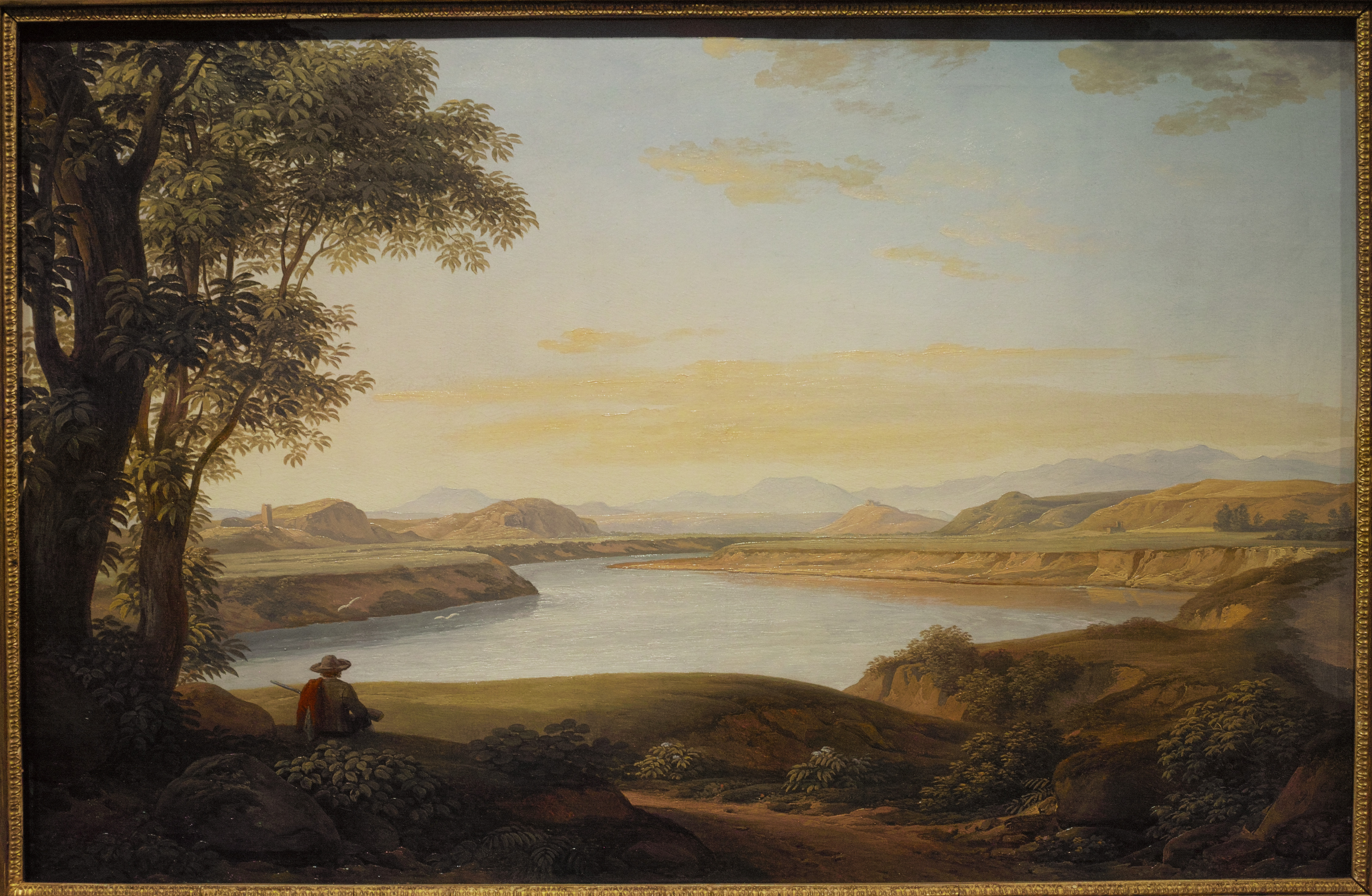
Johann Christian Reinhart, Tevere e Fidene all'Acqua Acetosa, Hamburger Kunsthalle

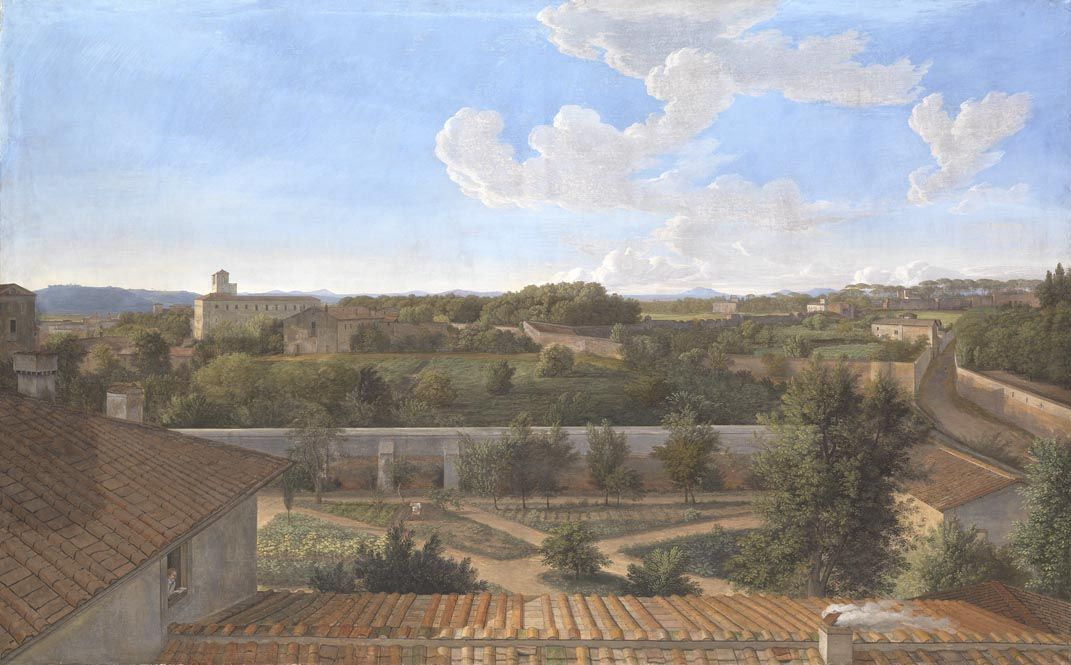
Johann Christian Reinhart, Veduta da Villa Malta in Roma, lato Nord, Neue Pinakothek, Monaco di Baviera

Nato ad Hof, in Baviera, Johann Christian Reinhart dal 1768 al 1778 frequentò il Ginnasio della sua città natale, dove un insegnante ne intuì il talento e lo incoraggiò a disegnare.
Per decisione del padre, studiò teologia a Lipsia, ma rinunciò presto ad un impegno per cui non si sentiva portato, anche perché era attratto dall'arte.
Studiò con Adam Friedrich Oeser, all'Accademia del disegno di Lipsia. Nel 1783 si trasferì a Dresda, dove perfezionò le tecniche e, sotto la guida di Johann Christian Klengel, fu introdotto all'arte della incisione. Divenne amico del poeta e drammaturgo Friedrich Schiller.
Nel 1789, grazie all'appoggio del duca Giorgio I di Sassonia-Meiningen, ottenne una borsa di studio e si trasferì a Roma, dove si unì ad un gruppo di artisti tedeschi, tra cui spiccavano Asmus Jacob Carstens e Joseph Anton Koch, che per Reinhart divenne un punto di riferimento artistico. A Roma si distinse come pittore di paesaggi, ispirati a fatti storici o mitologici. La città divenne la sua nuova patria: ci rimase per cinquanta anni. Abitò e morì in una casa in via delle Quattro Fontane, che è segnalata da una targa.
Dipingeva, ad olio e anche a tempera, e incideva vedute all'acquatinta. Nel 1801 sposò Anna Caffo, da cui ebbe tre figli. I suoi dipinti, i disegni anche satirici, le incisioni che vendeva attraverso un editore di Norimberga, gli consentivano una vita di agi. Dipinse Giardino di Villa Borghese e Foresta, nel 1793 (Copenaghen, Museo Thorvaldsen).
Nel 1795 conobbe il pittore danese Asmus Jacob Carstens e il allievo Joseph Anton Koch. Al suo precedente naturalismo, Johann Christian Reinhart gradatamente sostituì la pittura di paesaggio, sempre con scene auliche, mitologiche o storiche, ma colme di luminosità e di armonia classica.
Suoi disegni ed acquarelli, come La tempesta, si trovano oggi alla Galleria Nazionale di Berlino, a Darmstadt e a Dresda.
Aderì, insieme a Jacob Wilhelm Mechau ed Albert Christoph Dies, al progetto della Collection de vues pittoresques de l'Italie, una preziosa raccolta di settantadue acqueforti originali, pubblicata da Johann Friedrich Frauenholz a Norimberga (in fascicoli) fino al 1799, in un numero limitato di esemplari.
Nel 1829 il re Ludovico I di Baviera gli chiese quattro vedute di Roma, prese dal torrino della villa Malta al Pincio (torrino che è stato poi distrutto), che aveva affacci in direzione dei quattro punti cardinali. Nel 1839 il re di Baviera lo nominò suo pittore di corte. I quattro dipinti, realizzati a tempera fra il 1831 e il 1835 e che misurano 179x269 cm circa ognuno, si trovano oggi alla Neue Pinakothek di Monaco di Baviera.

### Opere
- Paesaggi storici (1825), otto affreschi per palazzo Massimi a Roma (ora conservati a Berlino)
- Vedute di Roma da Villa Malta sul Pincio, quattro tempere, per Luigi I di Baviera
- Bosco sulla riva, durante una tempesta (1824) e Paesaggio ideale con Amore e Psiche (1828), Museo di Lipsia
- Paesaggio eroico (1813), Ponte Lupo vicino a Tivoli (1823), Campagna romana (1823), Paesaggio italiano con cacciatore (1835), Museo Thorvaldsen Copenaghen
- Paesaggio con Caino e Abele, Städelsches Kunstinstitut, Francoforte sul Meno
- Veduta di Tivoli, Museo di Colonia
- Studi di animali, incisioni

### Mostre
- 1991-1992, Johann Christian Reinhart, (1761-1847): Zeichnungen - Radierungen, Meiningen (Germania)[3]
- 2012-2013, Johann Christian Reinhart: ein deutscher Landschaftsmaler in Rom, Amburgo-Monaco di Baviera[4]